# Cotillas
Cotillas er en by og kommune i det sydøstlige Spanien i provinsen Albacete. Den har et indbyggertal på 126 (2024) indbyggere.